# Jesse Hughes
Jesse Everett Hughes, noto anche con lo pseudonimo di Boots Electric o The Devil (Greenville, 24 settembre 1972), è un musicista, chitarrista e cantautore statunitense, noto per il suo ruolo di frontman del gruppo musicale di genere rock degli Eagles of Death Metal.
Egli cita Little Richard come sua più grande influenza musicale e di ispirazione.

## Biografia e carriera musicale
Jesse Hughes nasce a Greenville, Carolina del Sud, il 24 settembre 1972. A 7 anni, con la madre Jo Ellen, si trasferì a Palm Desert, in California. Durante il liceo, Hughes diventò amico di Josh Homme e nel 1994 si laurea in giornalismo presso il Greenville Technical College. In seguito ha lavorato come direttore di un video Depot nella sua città per diversi anni.
Nel 1998 Hughes e Homme formano il gruppo Eagles of Death Metal. Homme salvò la vita a Hughes che, durante la registrazione di Death By Sexy, secondo album della band, era caduto in una grave tossicodipendenza.
La sera del 13 novembre 2015, durante un concerto del suo gruppo al teatro Bataclan di Parigi, Hughes, insieme agli altri membri della band, è sopravvissuto alla sparatoria avvenuta nel locale da parte dei tre terroristi dell'ISIS in contemporanea dei tragici attacchi alla capitale francese, scappando da un'uscita di emergenza dietro le quinte.

## Vita privata
Ha avuto un figlio nato nel 2006 e ha una relazione con Tuesday Cross, anch'ella sopravvissuta agli attacchi di Parigi.